# Anotylus hamatus
Anotylus hamatus är en skalbaggsart som först beskrevs av Leon Fairmaire och Joseph Alexandre Laboulbène 1856.  Anotylus hamatus ingår i släktet Anotylus, och familjen kortvingar. Enligt den finländska rödlistan är arten nära hotad i Finland. Arten är reproducerande i Sverige. Artens livsmiljö är moskogar.